# Ariolica nephodes
Ariolica nephodes är en fjärilsart som beskrevs av Louis Beethoven Prout 1925. Ariolica nephodes ingår i släktet Ariolica och familjen trågspinnare. Inga underarter finns listade i Catalogue of Life.